# 84e division d'infanterie (États-Unis)
Pour les articles homonymes, voir 84e division.
La  84e Division d'Infanterie est une des divisions d'infanterie de l'armée américaine (U.S. Army).

## Création et différentes dénominations
La  84e Division d'Infanterie a été créée le 5 août 1917 au cours de la Première Guerre mondiale et a combattu sur le front français.
Après avoir été dissoute en janvier 1919, elle est recréée le 15 octobre 1942.

## Historique

### Première Guerre mondiale
La 84e division est créée le 5 août 1917, et débarque en France octobre 1918. 
La 84e DIUS est une division qui ne combat pas mais qui sert de réservoir à soldats.
L'unité est dissoute en janvier 1919.

### Seconde Guerre mondiale
La 84e DIUS est recréée le 15 octobre 1942, avec comme commandant le général Alexander R. Bolling, il arrive en Grande-Bretagne le 1er octobre 1944, débarque en France du 1er au 4 novembre 1944 à Omaha Beach et est dirigée du 5 au 12 novembre dans la région de Gulpen aux Pays-Bas.
Le 18 novembre la division est engagée dans l'attaque sur Geilenkirchen dans l'Opération Clipper lors de la Bataille des Ardennes, au nord d'Aix-la-Chapelle. La 84e prend Geilenkirchen, le 19 novembre, et attaque, le 29 novembre, pour prendre Beeck et Lindern.
Après un bref repos, la division, retourne sur le front de Geilenkirchen et combat le 18 décembre 1944, à Würm avant de rejoindre la Belgique pour endiguer la l'offensive allemande.
La 84e DIUS retient les forces allemandes puis contre-attaque du 24 au 28 décembre reprenant Verdenne, puis Beffe et Devantave du 4 au 6 janvier 1945 et enfin La Roche-en-Ardenne le 11 janvier. Le 22 janvier, Gouvy et Beho sont libérées.
Le 7 février, la division combat dans la zone de la rivière Roer, entre Linnich et Himmerich. Le 23 février 1945, la division attaque et prend Boisheim et Dülken le 1er mars, puis franchit la Niers le 2 mars, prend Krefeld le 3 mars, et atteint le Rhin le 5 mars. Durant le mois de mars, la 84 DIUS occupe les positions le long de la rive ouest du fleuve.
Le 1er avril, la 84e division traverse le Rhin et fonce avec la 5e division blindée sur Lembeck et Bielefeld, puis traverse la rivière Weser et capture Hanovre le 10 avril.
Le 13 avril, la Division a atteint l'Elbe, et arrête sa progression, après que les patrouilles aient contacté, le 2 mai 1945, les Russes à Balow.
La Division reste en poste d'occupation en Allemagne jusqu'en janvier 1946, date à laquelle elle est démobilisée.

## Théâtres d'opérations
- Seconde Guerre mondiale
  - Bataille des Ardennes
  - Opération Clipper